# ミハイル・ミンスキー
ミハイル （グレゴリー） ミンスキー（Михаил (Григорий) Минский, 1918年8月12日 タタールスタン共和国、バガエヴォ ― 1988年10月9日 オランダ、ズヴォレ）は世界有数のロシア、ウクライナ音楽の歌い手として知れられるバリトン歌手であり、ドン・コサック合唱団セルゲイ・ジャーロフの指揮者も務めた。

## ロシア時代
ミンスキーは幼少期から音楽と文化に興味を示しており、バヤン（ボタン式アコーディオンの一種）をマスターするとかなり若い頃から歌手としての才能を発揮していた。1935年、ミンスキーは彼が地質学を学んだカザン大学の就労者向け学部へ受け入れられた。1941年は大学の合唱団に加わり、のちにマリア・ヴラディミロヴァによってモスクワ音楽院へ進学する生徒に選ばれた。マリアは彼のオペラ界での輝かしい成功を信じていたが、彼女の計画は1941年7月22日のソビエト連合の第二次世界大戦への参戦により妨げられてしまった。

## 第二次大戦
ミンスキーは1942年8月2日に赤軍へ徴兵され、サラトフで4ヶ月訓練を行った。彼はすぐに捕虜として捕らえられ、前線近くの様々な捕虜収容所で計33ヶ月もの時を過ごした。1943年に彼はハンガリー国境近くで強制労働をさせられるが、この時の監視役がプラトフ・ドン・コサック合唱団のテナーでもある義理の兄弟であった。そしてこの時、彼はミンスキーにセルゲイ・ジャーロフの率いるドン・コサック合唱団について話をした。

## 難民キャンプ
戦後、1945から1948年にかけてミンスキーは多くの難民キャンプを点々としていた。文化的生活はこれらのキャンプで目覚ましい発達をみせた。1945年11月3日、彼はバート・ヘルスフェルトで結成されたばかりのツェペンダ教授の指導するトレンビータ合唱団に加入している。
この合唱団は1946年のインゴルシュタットやバート・キッシンゲンを含む様々なキャンプでパフォーマンスを行った。ミンスキーは後に文化的により発展していたカールスフェルトへ移動した。カールスフェルトのキャンプが閉鎖されると難民たちはベルヒテスガーデンとミッテンヴァルトのキャンプへと移された。1948年11月15日、ミンスキーはバート・キッシンゲンでウクライナのバンデューリスト・コーラスに参加し、同年に合唱団はアメリカ合衆国ツアーに招かれた。

## アメリカ―ウクライナ時代
1949年5月5日、ミンスキーはニューヨークへ発つ。同年に彼とバンデューリスト合唱団はホワイトハウスに迎えられ、1949年10月2日のマソニック・オーディトリアムを含む様々な会場でコンサートを行った。
彼は1950年に最初のレコーディングを行い、1962年前後までに著名なウクライナのアーティストたちと20ものレコードを制作した。彼はその生涯でアメリカのほとんどすべての主要コンサート・ホールで歌っており、1953年にはじめてカーネギーホールでパフォーマンスをしている。
1953年2月21日に彼はアメリカの市民権を与えられ、名前を名前をスピーリンからミンスキーに変えている。1954年に彼は「アイーダ」でフィラデルフィアでのデビューを果たす。
この頃ミンスキーはウクライナ人コミュニティの間で活発な活動を行っており、アメリカとカナダのウクライナ人が多く住む都市のすべてで多くのパフォーマンスを行った。彼はミコラ・フォメンコやアンドリー・ナティシャン、W. グルディン、J. B. ルドニツキ教授、イゴール・ソネヴィトスキーといった離散したウクライナ人作曲家たちとの共演やコラボレーションを行っている。彼はウクライナ地域の歌や民謡、第一次大戦時のウクライナ軍やウクライナ地下軍の軍歌を収めたLPレコードを発表している。1971年にはミネアポリスのウクライナ人コミュニティがミンスキーの50歳を記念コンサートで祝った。同年にミンスキーはイギリスのウクライナ人コミュニティをまわるツアーを行っている。そして1972年にはオーストラリアウクライナ連合機構が喝采を受けた同大陸でのツアーのスポンサーとなった。1949年からアメリカ在住の終わりまで、彼はすべてのコンサート及びウクライナ・バンデューリスト合唱団（ウクライナの伝統楽器バンデューラが用いられる）のツアーにソリストとして参加している。

## バンデューリスト
1958年には5人編成でのツアーが行われた。その年の秋、ミンスキーとバンデューリスト合唱団は英国、スイス、デンマーク、スウェーデン、オランダをまわるツアーを開始し、11月8日にはアムステルダムのコンセルトヘボウでパフォーマンスを行なった。その翌年、ローマで勉強をしていた時期にミンスキーはローマ教皇の前で歌う機会を与えられた。
1948年のはじめから1984年にかけての時期に彼は度々合唱団へ戻り、ソリストとしてイヴァン・ザダロズニやボロジミル・バジク、グリゴーリ・キタスティらと共演した。

## コサック合唱団
1960年代初頭、ミンスキーは『Rodina(祖国)』への参加（1962,63,64年）に加え、黒海コサック合唱団に加入した。Rodinaの終了後、彼は1966年から1968年までダーチャとハンブルクでも歌っていた。この頃に彼はニューオリンズで『道化師』を歌う契約を交わした。1963年のはじめ、彼はフィラデルフィアのスカラ座でパフォーマンスを行なった。彼はまた、ニューヨークのフレンズ・アカデミーでリュドミラ・アゾヴァと共にコンサートを行っている。
1963年の9月1日から1964年の8月31日にかけて、ミンスキーはゲルゼンキルヒェン・オペラとの共演を行なった。だが、1948年からのドン・コサック合唱団セルゲイ・ジャーロフおよびその指揮者との契約があったため、彼がドン・コサック合唱団・イン・ルツェルンに加入できたのは1964年の末になってからだった。1979年の春まで彼はジャーロフとの活動を続けている。1966年4月22日、デトロイトのマソニック・オーディトリアムで再びパフォーマンスを行なった。その当時ミンスキーはほとんどの時間をヨーロッパで過ごすようになっていた。

## オーストラリア
1972年、ミンスキーはオーストラリアツアーを行い、ウィーン交響楽団との共演作を発表した。1978年より彼はオランダ東部の街、ズヴォレに永住することとなった。

## オランダ時代
1980年1月7日、ミンスキーはズヴォレで混声アマチュア合唱団を結成し、数ヶ月のうちにコンサートを行いテレビデビューまで果たした。この成功によりミンスキーはデン・ハーグのウラル・コサック・アマチュア合唱団の指揮者としての招待を受け、最終的には1984年から1988年までドイツのプロフェッショナル・ウラル・コサック合唱団の指揮を行うこととなった。1984年秋にミンスキーはレイスウェイクのアマチュサック合唱団の指揮も引き受けたが、ミンスキーは後に自伝のなかでこの２つの仕事について満足がいかなかったことを書いている。
ジャーロフの友人でありマネージャーでもあるオットー・ヘフナーがミンスキーにオリジナル・コサック合唱団（ジャーロフの希望によりニコライ・ゲッダがソリストとなった）の再指揮を依頼した際、彼にためらいはなかった。しかし、ミンスキーはドイツの主要ホールでのツアーの指揮こそ行ったものの、ゲッダが毎日のように行われるツアースケジュールを拒否し、ミンスキーが体調を崩すとヘフナーはこのプロジェクトを終了させた。

## 晩年
1988年5月10日、ミンスキーはズヴォレ市長ゴーク・ループストラからメイスター・ウィレム・バルチェンス賞を贈られた。これは街に世界的な評判をもたらした住民に対して贈られる賞である。
ミンスキーは自分の死期が近いことを悟ると、ロシア正教会の千周年記念式典の組織にすべてを捧げた。彼はこの式典の創始者の1人であり、1988年の9月30日に催された式典には、オランダ女王ベアトリクとともに出席した。ミンスキーはその9日後、10月9日に亡くなり、10月14日、ズヴォレに埋葬された。